# Jean Hélion
Jean Hélion (Couterne, Normandia, 21 d'abril de 1904 – París, 27 d'octubre de 1987) fou un artista francés. Va iniciar la seua carrera en l'àmbit de l'abstracció i, en una segona etapa, es va aproximar a la pintura figurativa. La trajectòria de Jean Hélion és fonamental en la recerca de la llibertat expressiva i interés investigador, forma part de les grans línies que marquen les avantguardes artístiques dels anys trenta.
La seua obra està lligada a la d'artistes representats en les col·laboracions de l'IVAM, a les que s'unirà pròximament París 1930. De la mateixa manera enriqueix la visió de l'art europeu posterior a la Segona Guerra Mundial, sense la qual difícilment podria entendre's la situació de les actuals arts plàstiques.
A finals dels anys vint i trenta, Jean Hélion, va estar vinculat amb Theo van Doesburg a la revista Art Concret, el grup Abstraction-Création, és a dir, a una pintura abstracta de caràcter racional, geomètric, elemental. Amb el pas del temps evolucionarà cap a la figuració.
Fora del món artístic, Hélion es va traslladar als Estats Units a juliol de 1936. Va tornar a França durant la Segona Guerra Mundial en 1940, i es va unir a l'exèrcit.
L'obra Équilibre forma part d'una col·lecció d'obres realitzades entre 1933-1935 on l'autor ha analitzat diferents estats d'equilibri visual i compositives. És un quadre abstracte que actualment es troba a l'IVAM. Pintada l'any 1933, és un oli sobre llenç de 60 x 73 cm